# Vertrag von Hünkâr İskelesi

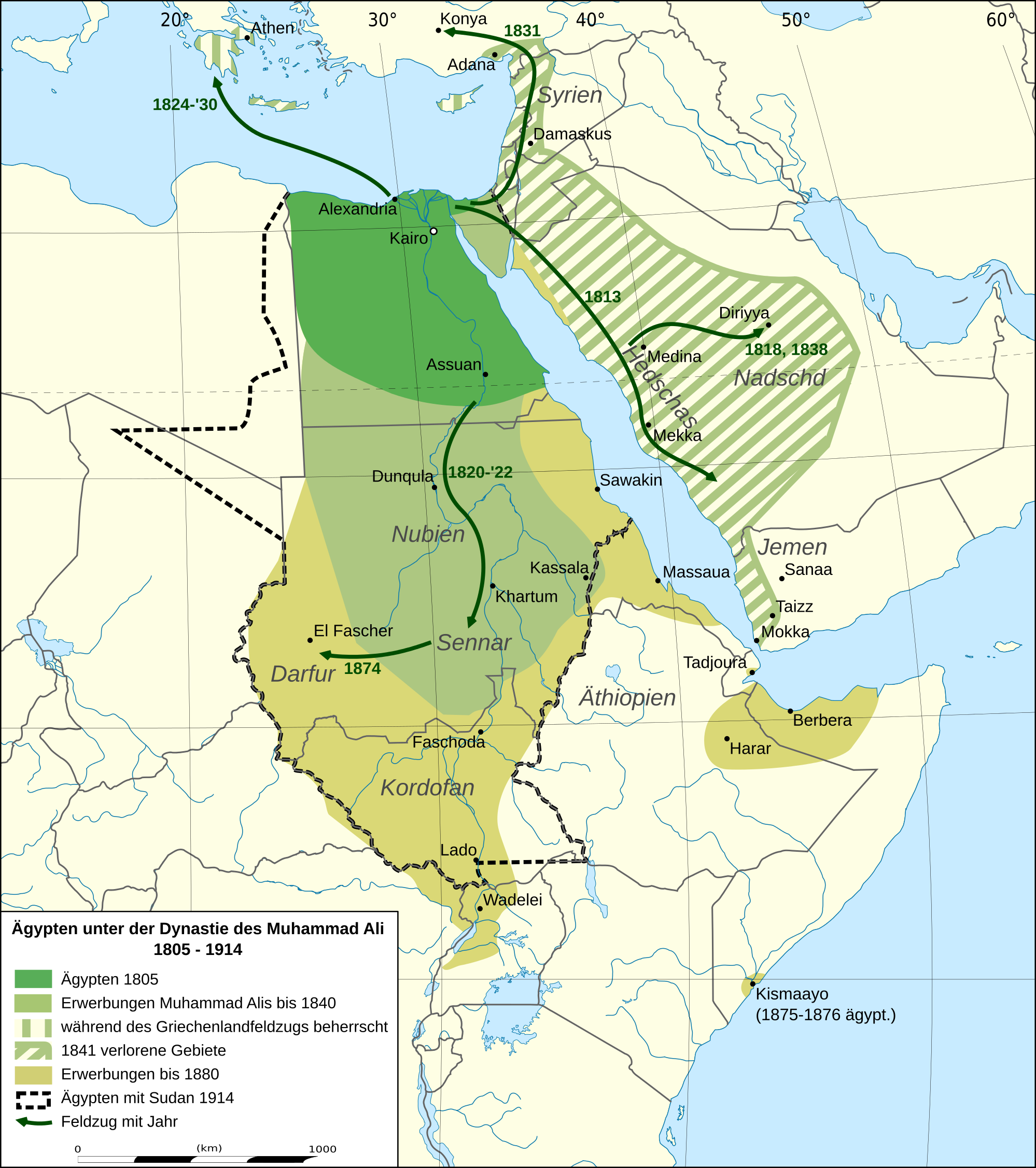
Ägypten von 1841 bis 1922

Der Vertrag von Hünkâr İskelesi (auch Hunkiar Skelessi; russisch Ункяр-Искелесийский договор Unkjar-Iskelessijski dogowor) war ein am 8. Juli 1833 zwischen Russland und dem Osmanischen Reich geschlossenes Defensivbündnis in der Folge des Russisch-Osmanischen Krieges von 1828–1829.

## Hintergrund
Muhammad Ali von Ägypten, formell ein Vasall des Osmanenreiches, führte Ende 1831 sein erneuertes Heer in einen Krieg gegen den osmanischen Sultan Mahmud II., um die Herrschaft über Palästina, Syrien und Arabien zu übernehmen. Er überwand rasch die osmanische Streitmacht und bedrohte nun Konstantinopel. Während sich Großbritannien und Frankreich gegenüber Muhammad Ali wohlwollend zeigten, entsandte Zar Nikolaus I. eine russische Armee zur Unterstützung der Osmanen. Diese Intervention zwang Muhammad Ali, auf den weiteren Vormarsch zu verzichten; im Vertrag von Kütahya vom 4. Mai 1833 erhielt er jedoch die Herrschaft unter anderem über Syrien zugesprochen.

## Der Vertrag
Am 8. Juli 1833 unterzeichneten Russland und das Osmanenreich den Vertrag von Hünkâr İskelesi, in dem sie einander im Falle des Angriffs durch andere Staaten gegenseitigen Beistand zusicherten. Ein geheimer Artikel entband jedoch das Osmanische Reich im Kriegsfall von der Pflicht, militärische Hilfe nach Russland zu senden, vorausgesetzt, dass es die Dardanellen für alle ausländischen Flotteneinheiten schließen würde.
Mit diesem Vertrag wurde Russland zur einzigen Schutzmacht der Türkei. Großbritannien und Frankreich begegneten dem Vertrag mit Misstrauen – sie befürchteten, er gebe Russland freie Hand, Kriegsschiffe durch die Dardanellen zu senden. Diese Bedenken wurden jedoch 1841 durch den Dardanellen-Vertrag entkräftet.